# Paraneoplastični sindrom
Paraneoplastični sindrom je sindrom (niz znakov in simptomov), ki je posledica prisotnosti raka v telesu, vendar ne nastane zaradi lokalne prisotnosti rakavih celic. Povzročijo ga humoralni dejavniki (kot so hormoni ali citokini), ki jih izločajo tumorske celice ali imunski odziv na tumor.
Paraneoplastični sindrom je tipičen pri bolnikih srednjih let in starejših, napogosteje pa se pojavi pri raku pljuč, dojk, jajčnikov ali limfnega sistema (limfom). Včasih se simptomi paraneoplastičnega sindroma pokažejo pred diagnozo maligne bolezni, ki je predstavljena kot ena od možnosti pri iskanju vzroka bolezni. V tem primeru tumorske celice izražajo tkivno omejene antigene (npr. nevronske proteine), ki sprožijo imunski odziv, ki je lahko delno ali redko popolnoma učinkovit pri zatiranju tumorske rasti in simptomov.  Bolniki začnejo kazati znake, ko ta imunski odziv prekine imunsko toleranco in začne napadati normalno tkivo, ki izraža ta (nevronski) protein.
Okrajšava PNS se včasih uporablja za paraneoplastični sindrom, pogosteje pa za periferni živčni sistem.

## Znaki in simptomi
Simptomi paraneoplastičnega sindroma se kažejo na štiri različne načine: endokrine, nevrološke, mukokutane in hematološke. Najpogostejši je zvišana telesna temperatura (zaradi sproščanja endogenih pirogenov, ki so pogosto povezani z limfokini ali tkivnimi pirogeni). Pogosto pa celotna slika vključuje več simptomov, ki lahko simulirajo bolj pogosta benigna stanja.

### Endokrini
Zaradi endokrine disfunkcije se lahko pojavijo Cushingov sindrom, sindrom neprimernega izločanja antidiuretičnega hormona, hiperkalciemija, hipoglikemija, karcinoidni sindrom in hiperaldosteronizem.

### Nevrološki
Zaradi nevrološke disfunkcije se lahko pojavijo Lambert Eatonov miastenični sindrom, paraneoplastična cerebelarna degeneracija, encefalomielitis, limbični encefalitis, encefalitis možganskega debla, opsoklonus mioklonus ataksija, encefalitis na anti-NMDA receptorjih in polimiozitis.

### Mukokutani
Zaradi mukokutane disfunkcije se lahko pojavijo akantozis nigricans, dermatomiozitis, Leser-Trelatov znak, nekrolitični migrirajoči eritem, Sweetov sindrom, Floridna kožna papilomatoza, pioderma gangrenosum in pridobljena splošna hipertrihoza. Kožni problemi v sklopu paraneoplastičnega sindroma se kažejo v obliki srbenja (hipereozinofilija), oslabljenega imunskega sistema (latentni varicella-zoster virus v senzoričnih ganglijih), tumorjev trebušne slinavke (ki povzročijo maščobno nekrozo podkožnih tkiv, izločanje prostaglandinov in kožno melanozo (ne more se izločiti z urinom, pride do sivega do črno-modrega obarvanja kože)).

### Hematološki
Zaradi hematološke disfunkcije se lahko pojavijo granulocitoza, policitemija, Trousseaujev znak, nebakterijski trombotični endokarditis in anemija. V sklopu paraneoplastičnega sindroma pride do povečanja eritropoetina (EPO), ki se lahko pojavi kot odziv na hipoksijo ali ektopično produkcijo oziroma spremenjeno razgradnjo EPO. Eritrocitoza je pogosta v jetrih, ledvicah, nadledvičnih žlezah, pljučih, priželjcu in osrednjem živčevju (kot tudi pri ginekoloških tumorjih in miosarkomih).

### Drugo
Zaradi fiziološke disfunkcije se lahko poleg zgoraj naštetih nepravilnosti pojavijo še membranski glomerulonefritis, osteomalacija, povzročena s tumorjem, Staufferov sindrom, neoplastična zvišana telesna temperatura in večorganska avtoimunost, povezana s timomom. Lahko so revmatološke (hipertrofična osteoartropatija), ledvične (sekundarna ledvična amiloidoza in sedimentacija imunskih kompleksov v nefronih) in gastrointestinalne (produkcija molekul, ki vplivajo na prebavo in sekretorno aktivnost prebavnega trakta).

## Mehanizem
Mehanizem paraneoplastičnega sindroma se od primera do primera razlikuje, vendar pa se nepravilnosti pojavijo, ko nastane tumor. Paraneoplastični sindrom se pogosto pojavi skupaj z rakom kot posledica aktivacije imunskega sistema. V tem primeru lahko telo proizvede protitelesa proti tumorju, na katerega se neposredno vežejo in ga uničujejo. Motnje lahko nastanejo tudi pri navzkrižni reakciji protiteles z normalnimi tkivi in njihovem uničevanju.

## Diagnoza
Diagnostično testiranje pri morebitnem paraneoplastičnem sindromu je odvisno od simptomov in raka, na katerega se sumi.
Diagnoza je lahko težavna pri bolnikih, pri katerih paraneoplastičnih protiteles ni mogoče odkriti. V odsotnosti teh protiteles so lahko v pomoč pri postavitvi diagnoze magnetna resonanca, PET, ledvična punkcija in elektrofiziologija.

### Tipi
| Vrsta sindroma | Sindrom                                                 | Vrste raka, ki so lahko vzrok | Vzročni mehanizem                                                                                           |
| -------------- | ------------------------------------------------------- | --- | --- |
| Endokrini      | Cushingov sindrom                                       | Drobnocelični pljučni rak Rak trebušne slinavke Živčni tumorji Timom | Ektopični ACTH in ACTH-ju podobna snov                                                                      |
| Endokrini      | Sindrom neustreznega izločanja antidiuretičnega hormona | Drobnocelični pljučni rak Malignomi v centralnem živčnem sistemu | Antidiuretični hormon                                                                                       |
| Endokrini      | Hiperkalcemija                                          | Pljučni rak (tipično skvamozne celice) Rak dojke Rak ledvic in sečnega mehurja Multipli mielom (lahko neodvisno od osteolitičnih lezij) Odrasla T-celična levkemija/limfom Rak jajčnika Skvamoznocelični rak (npr. pljuča, glava, vrat, požiralnik) | PTHrP (s paratiroidnim hormonom povezan protein) - TGF-α, TNF, IL-1                                         |
| Endokrini      | Hipoglikemija                                           | Fibrosarkom Drugi mezenhimalni sarkomi Inzulinom Hepatocelularni rak | Inzulin ali inzulinu podobna snov ali velika molekula IGF-II                                                |
| Endokrini      | Karcinoidni sindrom                                     | Bronhialni adenom (karcinoidni tip) Rak trebušne slinavke Rak želodca | Serotonin, bradikinin                                                                                       |
| Endokrini      | Hiperaldosteronizem                                     | Adrenalni adenom/Connov sindrom Nehodgkinov limfom Rak jajčnika Pljučne težave | Aldosteron                                                                                                  |
| Nevrološki     | Lambert-Eatonov miastenični sindrom                     | Drobnocelični pljučni rak | Imunološko                                                                                                  |
| Nevrološki     | Paraneoplastična cerebelarna degeneracija               | Pljučni rak Rak jajčnika Rak dojke Hodgkinov limfom | |
| Nevrološki     | Encefalomielitis                                        | | Vnetje možganov in hrbtenjače                                                                               |
| Nevrološki     | Limbični encefalitis                                    | Drobnocelični rak pljuč | |
| Nevrološki     | Encefalitis možganskega debla                           | Pljučni rak Rak testisa | Antinevronska protitelesa (anti-Hu, anti-Ri in anti-Ma2). Nekatere oblike se lahko obvlada z imunoterapijo. |
| Nevrološki     | Opsoklonus mioklonus ataksija                           | Rak dojke Rak jajčnika Drobnocelični rak pljuč Nevroblastom (pri otrocih) | Avtoimunska reakcija proti proteinu, ki veže RNA, Nova-1                                                    |
| Nevrološki     | Encefalitis anti-NMDA receptorjev                       | Teratom | Avtoimunska reakcija na NMDA-receptorske podenote                                                           |
| Nevrološki     | Poliomiozitis                                           | Nehodgkinov limfom Pljučni rak Rak mehurja | |
| Mukokutani     | Akantozis nigricans                                     | Rak želodca Pljučni rak Rak maternice | Imunološko Izločanje epidermalnega rastnega faktorja                                                        |
| Mukokutani     | Dermatomiozitis                                         | Bronhogeni rak Rak dojke Rak jajčnika Rak trebušne slinavke Rak želodca Rak debelega črevesa in danke NeHodgkinov limfom | Imunološko                                                                                                  |
| Mukokutani     | Leser-Trelatov znak                                     | | |
| Mukokutani     | Nekrolitični migrirajoči eritem                         | Glukagunom | |
| Mukokutani     | Sweetov sindrom                                         | | |
| Mukokutani     | Floridna kožna papilomatoza                             | | |
| Mukokutani     | Pioderma gangrenosum                                    | | |
| Mukokutani     | Pridobljena splošna hipertrihoza                        | | |
| Hematološki    | Granulocitoza                                           | | G-CSF |
| Hematološki    | Policitemija                                            | Rak ledvic Cerebelarni hemangiom Hepatocelularni rak | Eritropoetin                                                                                                |
| Hematološki    | Trosseaujev znak                                        | Rak trebušne slinavke Bronhogeni rak | Mucini, ki aktivirajo strjevanje, drugi                                                                     |